# Consiglio Grande e Generale

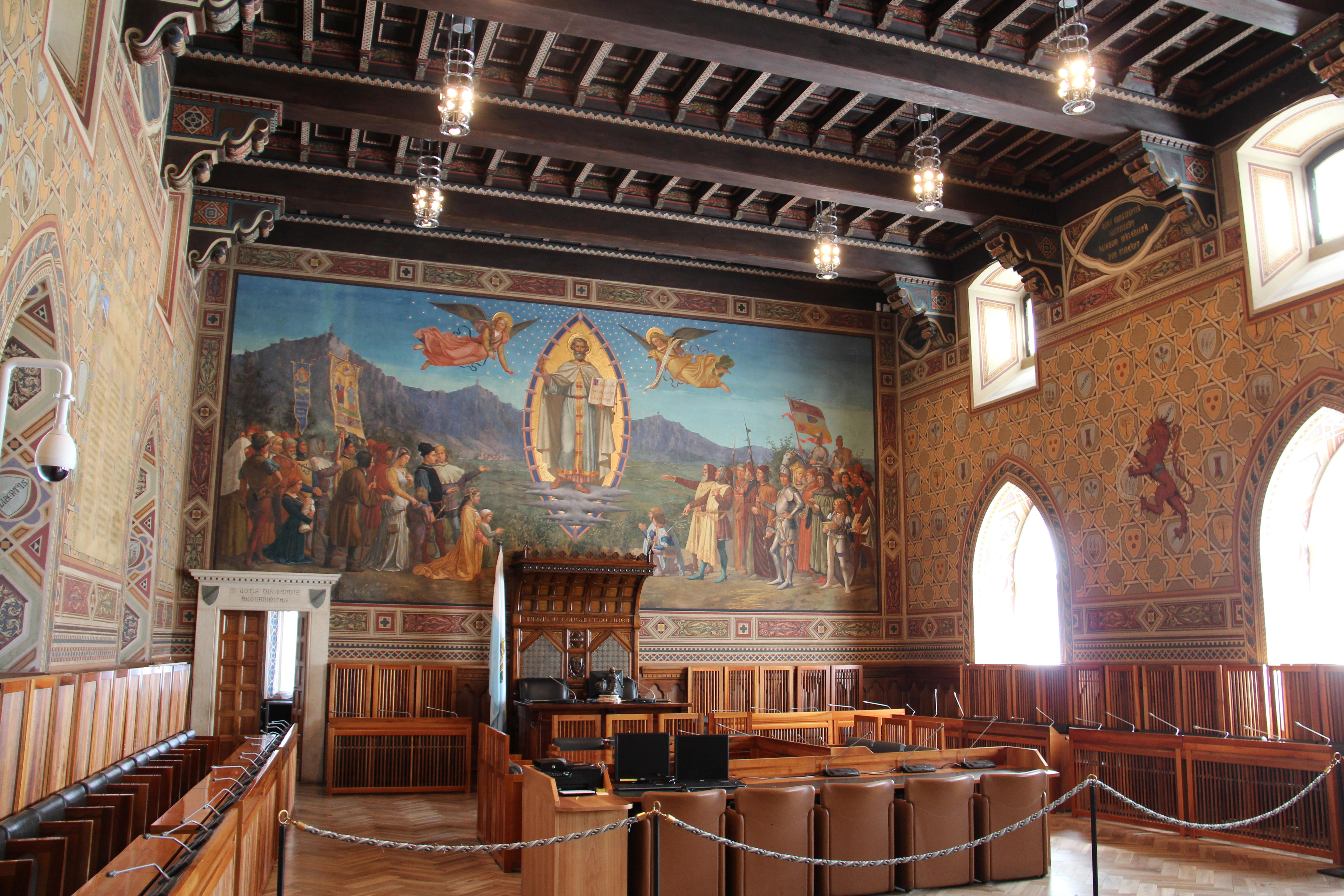
La sala del Consiglio Grande e Generale

Il Consiglio Grande e Generale è il parlamento monocamerale (ovvero l'organo legislativo) della Repubblica di San Marino.
È formato da 60 consiglieri eletti a suffragio universale diretto ogni cinque anni. Il Consiglio rappresenta il corpo elettorale ed esercita il potere legislativo.
L'assemblea si scioglie anticipatamente qualora venga a mancare la maggioranza dei suoi componenti.
Il Consiglio è presieduto dai due capitani reggenti, coadiuvati dall'ufficio di presidenza.

## Storia
Già dal XII secolo è attestata l'esistenza di un'assemblea composta da sessanta membri che divideva il potere con l'arengo e il Consiglio dei XII.
L'organismo assunse una posizione preminente nel corso dei secoli, diventando a partire dal XVII secolo espressione dell'oligarchia che deteneva il potere. Fino all'arengo del 1906 il Consiglio veniva rinnovato per cooptazione ed era composto da venti membri di ogni ceto (nobili, cittadini e dei castelli rurali); dopodiché si tennero elezioni democratiche prima ogni tre anni, poi ogni cinque.
L'organismo assunse vari nomi durante la sua storia, tra i quali Arengo generale, Consiglio Generale, Consiglio Principe, il Principe, e Senatus. Il 6 aprile 1862, fu decretato come nome "Consiglio principe e Sovrano della Repubblica".
Durante l'epoca oligarchica e il regime fascista venne denominato Consiglio Principe e Sovrano.

## Sistema elettorale
Sono elettori tutti i cittadini sammarinesi maggiori di 18 anni.
La legge elettorale prevede l'elezione a scrutinio di lista con rappresentanza semi proporzionale per il collegio unico nazionale. Dal 2008 alla coalizione vincente viene assegnata comunque la maggioranza dei seggi, che in subordine vengono attribuiti alle liste concorrenti con il metodo D'Hondt. Risultano eletti i candidati di ciascuna lista che hanno ottenuto il numero maggiore di preferenze. Ciascun elettore dispone della possibilità di indicare sino a tre preferenze se residente in Repubblica, se risiede all'estero una preferenza; sui candidati della lista prescelta.

## Requisiti di eleggibilità
I requisiti per l'elezione a consigliere sono:
- il compimento dei 21 anni d'età
- la cittadinanza sammarinese (per le donne straniere sposate con sammarinesi, aver acquisito la cittadinanza sammarinese da almeno 5 anni) e la residenza nella Repubblica
- saper leggere e scrivere
- non aver parentela in linea diretta con altro consigliere
- non aver subito condanne penali
- non essere interdetto per infermità mentale
- godere dei diritti politici
- non essere magistrato o Procuratore del fisco
- non rivestire cariche ecclesiastiche, diplomatiche o consolari anche onorarie di stati esteri
- non essere membro di una giunta di Castello
- non fare parte della gendarmeria o della polizia civile

## Prerogative
Il Consiglio, presieduto dai due capitani reggenti deve essere convocato almeno una volta al mese. 
Al Consiglio spetta il potere legislativo, la determinazione dell'indirizzo politico e l'esercizio delle funzioni di controllo.
Le prerogative del Consiglio Grande e Generale sono quindi:
- l'elezione dei capitani reggenti
- l'esercizio della funzione legislativa
- l'approvazione del bilancio della Repubblica
- l'emanazione di atti di alienazione del patrimonio della Repubblica
- l'emanazione di provvedimenti in materia di pubblico impiego
- l'emanazione di provvedimenti di organizzazione interna
- la ratifica di trattati internazionali
- la nomina dei magistrati
- la nomina dei rappresentanti diplomatici
- l'esercizio del diritto di grazia ed amnistia
- il conferimento della cittadinanza
- l'elezione dei membri del Consiglio dei XII
- l'elezione dei membri del Congresso di Stato
- l'elezione dei membri delle Commissioni Consiliari permanenti
- l'esercizio di funzioni riferite al potere giudiziario, quali la restitutio in integrum e la querela nullitatis

## Commissioni consiliari permanenti
Dal 1995 il Consiglio si articola al proprio interno in quattro commissioni consiliari permanenti composte da quindici membri nominati in forma proporzionale tra i gruppi consiliari delle liste rappresentante all'interno del Consiglio Grande e Generale, esse hanno il compito di esaminare, proporre e discutere l'adozione di nuove leggi prima della discussione plenaria in Consiglio.
Per la composizione delle commissioni viene adottato il criterio della proporzionalità fra i gruppi presenti in Consiglio. Le Commissioni sono presiedute dai segretari di Stato competenti in materia.
Le commissioni consiliari permanenti sono:
- I commissione: affari costituzionali ed istituzionali; pubblica amministrazione; affari interni, protezione civile, rapporti con le giunte di castello; giustizia; istruzione, cultura, beni culturali, università e ricerca scientifica.
- II commissione: affari esteri, emigrazione ed immigrazione, sicurezza e ordine pubblico, informazione.
- III commissione: finanze, bilancio e programmazione; artigianato, industria, commercio; turismo, servizi, trasporti e telecomunicazioni, lavoro e cooperazione.
- IV commissione: igiene e sanità, previdenza e sicurezza sociale, politiche sociali, sport; territorio, ambiente e agricoltura.

## Organismi consiliari con scadenza a fine legislatura
- Commissione elettorale.
- Commissione per il lavoro.
- Commissione per l'aviazione civile.
- Commissione per la congruità dei valori.
- Commissione per la conservazione dei monumenti e degli oggetti di antichità e d'arte.
- Commissione per la cooperazione.
- Commissione per la gestione dell'edilizia sovvenzionata.
- Commissione per le pari opportunità.
- Commissione prezzi.
- Commissione risorse ambientali ed agricole.
- Commissione statale per l'artigianato.
- Commissione urbanistica.
- Consulta pubblica istruzione.
- Delegazione consiliare della Repubblica di San Marino presso l'assemblea parlamentare del Consiglio d'Europa.
- Delegazione consiliare della Repubblica di San Marino presso l'assemblea parlamentare dell'OSCE.
- Giunta permanente delle elezioni.
- Gruppo nazionale della Repubblica di San Marino presso l'Unione interparlamentare.
- Magistero di Sant'Agata.
- Massari del Santo.
- Sindaci di Governo.
- Ufficio di Segreteria del Consiglio Grande e Generale.